# Liriomyza subvirgo
Liriomyza subvirgo este o specie de muște din genul Liriomyza, familia Agromyzidae, descrisă de Rohdendorf-holmanova în anul 1960. Conform Catalogue of Life specia Liriomyza subvirgo nu are subspecii cunoscute.